# Tour de la liberté (Saint-Dié-des-Vosges)
Pour les articles homonymes, voir Tour de la liberté.
La tour de la liberté est un monument de Saint-Dié-des-Vosges, ressemblant à un grand oiseau blanc posé au milieu du parc Mansuy. Elle symbolise la recherche de tous les peuples, la liberté.

## Histoire
La tour a été érigée pour commémorer le bicentenaire de la Révolution française. La superstructure en acier est fabriquée dans les Vosges à Golbey par l'entreprise Viry. Elle fut d'abord montée à Paris, au jardin des Tuileries, en 1989, flanquée d'une tour similaire. La ville de Saint-Dié-des-Vosges obtint de l'accueillir l'année suivante contre un franc symbolique. Elle y fut inaugurée le 14 juillet 1990.
Ses créateurs, les architectes vosgiens Nicolas Normier et Jean-Marie Hennin, l'ont baptisé « cathédrale de l'espoir » car elle est dédiée aux personnes à mobilité réduite, « à tous ceux pour qui tout espoir de conquête s'arrête devant l'incompréhension et la peur des autres ». Les deux concepteurs ont été inspirés par le film Jonathan Livingston le goéland et par les vieux avions du musée du Bourget.

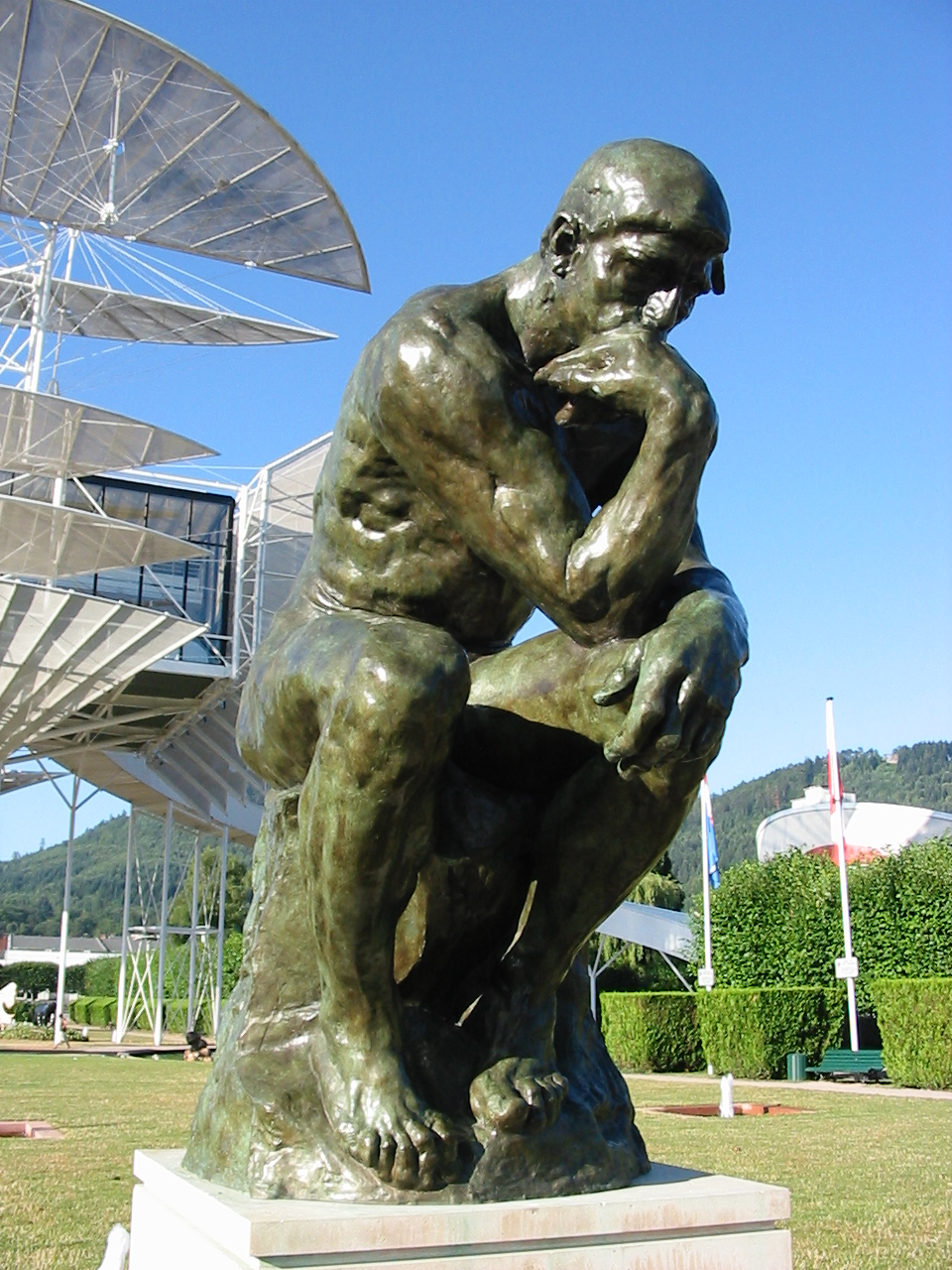
Le Penseur d'Auguste Rodin avec la Tour de la liberté en arrière-plan.

## Caractéristiques
La tour ressemble à un grand oiseau de métal blanc qui tend fièrement ses ailes vers le ciel, entouré d'un écran de verdure au cœur même de la ville. Haute de 36 mètres et d'un poids de 1440 tonnes, elle a ses fans et ses détracteurs. Du belvédère, les touristes peuvent admirer le paysage et la fameuse ligne bleue des Vosges immortalisée par le testament de Jules Ferry.
La tour est faite principalement d'acier, de toile et de verre :
- hauteur : 36 mètres ;
- envergure : 32 mètres ;
- surface des ailes : 1 000 m2 ;
- surface des verrières : 520 m2 ;
- grande salle de 270 m2 à 13 m du sol ;
- petite salle de 180 m2 à 16 m du sol ;
- belvédère de 100 m2 à 20 m du sol.

## Collection de bijoux
La tour a abrité une prestigieuse collection de bijoux. Des œuvres d'art nées de la rencontre du peintre Georges Braque, l'un des pères du cubisme, et d'un maître lapidaire, Henri-Edouard Heger de Loewenfeld. Elle se composait de cinquante-deux bijoux, dont treize pièces uniques au monde. De ces œuvres conçues sur le thème de l'air et de l'eau, la plus volumineuse représente trois poissons d'or sertis de diamants et de rubis mettant en valeur la noblesse des matériaux qui la constituent.

## Philatélie
A compter du 5 octobre 1998 est émis un timbre-poste d'usage courant et d'une valeur faciale de 3  francs représentant la Tour de la Liberté. Fabriqué en taille-douce sur rotative trois couleurs (bleu, violet et noir), ce timbre est imprimé à près de 9,4 millions d'exemplaires.